# Victor Ciorbea
Victor Ciorbea (Ponor, 26 ottobre 1954) è un politico, avvocato e sindacalista rumeno.
Nei primi anni novanta fu tra i più attivi leader sindacali del paese. Entrò successivamente in politica, riuscendo a farsi eleggere sindaco di Bucarest nel giugno 1996 con il sostegno della Convenzione Democratica Romena.
Su indicazione del presidente della Romania Emil Constantinescu, rivestì l'incarico di primo ministro della Romania dal 12 dicembre 1996 al 30 marzo 1998. Il suo fu il primo governo di centro-destra nella storia della Romania dopo il 1989. Da premier provò a promuovere politiche di liberalizzazione e privatizzazione per favorire la transizione del paese ad un'economia di mercato.
Fu a due riprese presidente del Partito Nazionale Contadino Cristiano Democratico (2001-2004 e 2011-2012) e per un biennio leader di una formazione scissionista sorta in seno a quest'ultimo, l'Alleanza Nazionale Cristiano Democratica (1999-2001).
Nel 2012 si iscrisse al Partito Nazionale Liberale, nelle cui liste ottenne l'elezione al senato in occasione delle elezioni parlamentari di quell'anno.
Dall'aprile 2014 al giugno 2019 fu avvocato del popolo.

## Formazione e carriera professionale
Si laureò nel 1979 presso la facoltà di giurisprudenza dell'Università Babeș-Bolyai di Cluj-Napoca, con specializzazione in diritto civile e commerciale e in diritto processuale civile. Nel 1983 seguì corsi postuniversitari in diritto civile, commerciale, diritto del lavoro e diritto processuale civile all'Università di Bucarest. Conseguì successivamente il titolo di dottore in diritto processuale civile presso lo stesso ateneo (1990) e in management presso la Case Western Reserve University (1992).
Tra il 1979 e il 1984 fu giudice presso la procura del settore 5 del tribunale municipale di Bucarest, competente in cause civili. Fu, quindi, procuratore nel quadro della direzione per le cause civili della procura generale della Romania, dove lavorò fino al 1988. Tra il 1984 e il 1990 insegnò legge all'Università di Bucarest in qualità di assistente e lettore.
Negli anni 2000 Ciorbea fu presidente della fondazione ANCD. Nel 2004 aprì a Bucarest insieme alla moglie il proprio studio di avvocatura, che condusse fino all'aprile 2014. Rinunciò a tutte le altre mansioni, infatti, per assumere l'incarico di avvocato del popolo.

## Attività sindacale
Dopo la rivoluzione del 1989 divenne una delle più influenti figure del panorama sindacale rumeno. Nel febbraio 1990 fu nominato presidente della Federazione dei sindacati liberi dell'istruzione (FSLI), del quale fu leader fino al giugno 1996.
Nel giugno 1990 venne eletto a capo della Confederazione Nazionale dei Sindacati Liberi della Romania (CNSLR), considerata da diversi osservatori come una struttura di ideologia procomunista. Nel corso della sua presidenza, però, lo stesso Ciorbea dichiarò di essere riuscito ad allontanare dalle posizioni di vertice numerosi funzionari nostalgici del regime, trasformando il sindacato in un'associazione distante da tali influenze politiche. Nel giugno 1993 la CNSLR siglò un accordo con l'organizzazione sindacale Fratellanza (Frăția), che portò alla fusione delle due strutture, risultando il più grande sindacato del paese con oltre 3,7 milioni di iscritti. Ciorbea fu confermato presidente anche del nuovo gruppo, al fianco di Miron Mitrea. L'associazione fu al centro delle numerose manifestazioni di protesta contro il peggioramento delle condizioni vita avvenuto nei primi anni novanta, che costrinsero il governo Văcăroiu a dure concertazioni con gli organi sindacali. Ritiratosi dal CNSRL-Frăția per divergenze politiche con Mitrea, nell'ottobre 1994 fondò la Confederazione dei sindacati democratici della Romania (CSDR), che lasciò nel giugno 1996 per occuparsi di nuovi incarichi politici.
Figura di alto profilo del mondo sindacale, rappresentò la Romania alle conferenze dell'Organizzazione internazionale del lavoro (1990-1996), fu membro del comitato esecutivo della Confederazione Internazionale dei Sindacati Liberi (1993-1994) e membro osservatore del comitato esecutivo della Confederazione europea dei sindacati (1993-1994).

## Carriera politica

### Inizi e Convenzione Democratica Romena
Nel 1990, prima di impegnarsi attivamente nella vita sindacale, si iscrisse al Partito Democratico del Lavoro (PDM), che lo candidò senza successo alle elezioni parlamentari di quell'anno come rappresentante del distretto di Alba. Alle successive elezioni del 1992, invece, si candidò nelle liste di un partito costituito dalla confluenza di diverse sigle sindacali, la Convenzione della Solidarietà Sociale (CSS), fondata da Claudiu Iordache, dissidente proveniente dal Fronte di Salvezza Nazionale di Ion Iliescu. Il partito, però, si sciolse subito dopo la tornata elettorale, dopo aver ottenuto lo 0,32%.
Ciorbea fu al contempo iscritto alla più importante organizzazione non governativa anticomunista per il consolidamento della società civile nata in Romania dopo il 1989, Alleanza Civica. In AC partecipò al suo consiglio direttivo (1994-1996), posizione che gli permise di rappresentarla in qualità di membro osservatore in seno al consiglio nazionale e al comitato esecutivo della Convenzione Democratica Romena. Quest'ultima era una composita coalizione di centro-destra sostenuta da Alleanza Civica, nonché da altri partiti e associazioni d'opposizione che contestavano lo status politico dominante del presidente della Romania Ion Iliescu e del suo Partito della Democrazia Sociale di Romania (PDSR).

### Sindaco di Bucarest
Entrò successivamente a far parte di un partito politico nell'ambito della CDR, iscrivendosi nel 1996 al suo principale componente e fondatore, il Partito Nazionale Contadino Cristiano Democratico (PNȚCD). Fu membro del comitato di direzione e, poi, vicepresidente del partito dal 5 dicembre 1997 al 17 aprile 1999.
Il 24 febbraio 1996 il congresso di Alleanza Civica lo propose come candidato a sindaco di Bucarest. Alle elezioni locali del 1996 l'intera CDR lo sostenne per tale posizione. Ciorbea portò avanti un programma elettorale chiamato "Contratto con i bucureștenii", composto sulla falsariga del "Contratto con la Romania" presentato dalla CDR a livello nazionale. Pur partendo in svantaggio rispetto al rappresentante del PDSR Ilie Năstase, che a inizio campagna secondo i sondaggi era addirittura all'86%, Ciorbea recuperò il distacco. Tra primo turno e ballottaggio riuscì a siglare un accordo con il candidato del Partito Democratico (PD), Anton Vătășescu, che gli garantì il proprio sostegno al secondo turno e aprì la strada per un'alleanza tra i due partiti in seno all'amministrazione cittadina. Ciorbea vinse le elezioni del 16 giugno 1996 con il 56,74% dei voti. I buoni risultati a capo del municipio gli valsero nei mesi successivi una quota di fiducia da parte degli elettori del 70%. Tra i compiti collegati alla veste di primo cittadino nel 1996 fu indicato come membro del Congresso dei poteri locali e regionali del Consiglio d'Europa e come presidente della Federazione dei municipi della Romania (8 agosto 1996-30 marzo 1998).
Sebbene fosse entrato in carica nel giugno 1996, rimase titolare della sola posizione di sindaco solamente fino al dicembre dello stesso anno, quando assunse la funzione di primo ministro. In sua sostituzione al municipio di Bucarest indicò ad interim Viorel Lis. Seppur premier, in assenza di specifici divieti legali, Ciorbea mantenne formalmente anche l'incarico di sindaco, situazione che generò un intenso dibattito giuridico e costituzionale sulla possibilità di rivestire il doppio ruolo.

### Primo ministro
Il 29 novembre 1996 fu designato quale primo ministro dal nuovo presidente della Romania Emil Constantinescu (CDR). Ciorbea, stretto collaboratore del capo di Stato, godeva del sostegno di una coalizione composta da CDR, Unione Social Democratica (USD, coalizione guidata dal Partito Democratico di Petre Roman) e Unione Democratica Magiara di Romania (UDMR). Il suo governo fu investito l'11 dicembre 1996 con 316 voti a favore, 152 contro e 6 astensioni. Si trattò di un esecutivo in cui le decisioni politiche erano prese dai leader dei vari partiti con il coordinamento del presidente Constantinescu, strategia che indeboliva l'autonomia del primo ministro.
Ciorbea si confrontò con i gravi problemi economici ereditati dal precedente governo, quali l'inflazione in crescita, la crisi del sistema bancario, il ritardo nelle privatizzazioni e l'inefficienza delle società pubbliche. Grazie al sostegno di Fondo monetario internazionale e Banca Mondiale annunciò ampie modifiche strutturali che avrebbero agito su tali questioni. Il 30 gennaio 1997 Ciorbea si rivolse alla popolazione comunicando la necessità di un programma fatto di sacrifici inevitabili, imperniato sulla riduzione della spesa pubblica, sulla liberalizzazione dei prezzi, sulla riforma del sistema bancario e sull'accelerazione del processo di privatizzazione e riorganizzazione delle industrie statali nei settori strategici. Nel ricoprire la carica di primo ministro Ciorbea si rese promotore di decisive misure volte a favorire la transizione del suo paese da un'economia di matrice statalista al libero mercato. Nei suoi quindici mesi in carica il governo emanò le leggi per la trasformazione in società commerciali delle aziende a capitale pubblico in regime di monopolio, per la privatizzazione delle banche, per la ristrutturazione del settore minerario (a costo della messa in disponibilità di migliaia di lavoratori), per la liberalizzazione dei prezzi e del tasso di cambio.
Tra i punti prioritari dell'agenda di governo vi furono il continuo avvicinamento diplomatico ai paesi occidentali e il tentativo di aderire alla NATO già nell'estate 1997. Al summit di Madrid dell'8 luglio 1997, però, l'organizzazione respinse la richiesta di associazione della Romania, mentre accettò quelle di Polonia, Ungheria e Repubblica Ceca. Tale fallimento alimentò diversi malumori nella coalizione a causa della speciale attenzione riposta dal governo sull'argomento.
Gli effetti delle prime misure della terapia shock ebbero le proprie ripercussioni tra la primavera e l'estate del 1997, periodo segnato dall'aumento dell'inflazione, nonché dalla diminuzione della produzione e del consumo interno. I primi sei mesi di governo furono caratterizzati dal calo del tenore di vita e da scarsi progressi nel campo della privatizzazione delle strutture di Stato. La mancanza di risultati economici nell'immediato portò anche ai primi tumulti sociali, spesso esplosi al di fuori del controllo dei sindacati. Il governo fece fronte alle sollevazioni operaie con grandi concessioni sul piano della protezione sociale, elemento che mitigò il processo di riforma voluto dal primo ministro.
La coabitazione tra i numerosi partiti che componevano il governo si rivelò complessa. Dell'esecutivo facevano parte gruppi dalle ideologie e dagli obiettivi molto diversi. Il Partito Democratico invocò presto una revisione del processo di riforma e diede il via ad un duro ostruzionismo nei confronti di Ciorbea. La legislatura fu di fatto bloccata e rallentata da continui contrasti tra la CDR e il PD, che rifiutò i termini di numerose leggi, tra le quali quella sulla privatizzazione delle aziende agricole statali e quella sulla restituzione delle proprietà private confiscate sotto la dittatura. Contestualmente il ritmo lento delle riforme fu fonte di perplessità da parte del Fondo monetario internazionale e della Banca Mondiale, che facevano pressione sul governo affinché prendesse rapidamente delle misure. Nel corso dell'anno CDR e PD continuarono a scontrarsi su diversi punti, come sul taglio delle spese di alcuni ministeri e sulle nomine del direttore del Fondo delle proprietà di Stato (FPS), degli ambasciatori, della Garda Financiară e delle dirigenze delle banche (in primis Bancorex). Per via di tali divergenze con il tempo l'autorità del primo ministro si sfaldò sia nel partito che nella coalizione.
Un rimpasto realizzato nel dicembre 1997 non risolse le questioni. Il 19 dicembre 1997 il ministro dei trasporti Traian Băsescu (PD) accusò apertamente il premier d'indecisione, d'incapacità nella gestione del processo di privatizzazione e di un insufficiente coordinamento delle sedute di governo. Ciorbea costrinse Băsescu alle dimissioni, ma il PD prese le parti del suo ministro e il 14 gennaio 1998 si rivolse ai partner di coalizione, chiedendo la nomina di un nuovo premier. I tentativi del presidente Constantinescu di far rientrare la crisi non diedero frutti, mentre il PD nel mese di febbraio si ritirò dal governo, comunicando che avrebbe solo temporaneamente riconosciuto il proprio sostegno esterno all'esecutivo in attesa di una proposta risolutiva da parte della CDR. A causa dell'instabilità politica e all'inattuabilità di un'agenda di governo coerente, sorsero voci discordi contro il premier anche in seno al PNȚCD. Impossibilitato a proseguire nell'incarico, il 30 marzo 1998 Ciorbea si dimise sia da primo ministro che da sindaco di Bucarest. Il 17 aprile 1998 entrò in carica il governo Vasile.

### Alleanza Nazionale Cristiano Democratica
Sfiduciato dai propri colleghi, in rotta con il presidente del PNȚCD Ion Diaconescu e difeso solo da Alleanza Civica, che per tale motivo si autosospese dalla CDR, Ciorbea rimase nel partito solamente fino all'aprile del 1999. Fondò, quindi, una nuova formazione politica, l'Alleanza Nazionale Cristiano Democratica (Alianța Națională Creștin Democrată, ANCD), cui aderirono alcuni membri a lui fedeli, tra i quali i senatori Matei Boilă e Șerban Săndulescu. Ciorbea accusò il PNȚCD di aver sacrificato la propria identità e i principi cristiano-democratici pur di scendere a compromessi con i partner di governo.
ANCD fu ufficialmente registrata presso il tribunale di Bucarest il 23 novembre 1999. Tra i propri ideali il partito si proclamava anticomunista e invocava le virtù del rispetto della morale cristiana, della lotta alla corruzione e dell'impegno per la promozione della competenza, valori che secondo Ciorbea erano stati traditi dal PNȚCD.
Gli scarsi risultati elettorali conseguiti alle elezioni locali del 2000 (il partito ottenne lo 0,48% dei voti), tuttavia, determinarono il suo ritorno sotto l'ombrello del PNȚCD. Alle elezioni parlamentari l'ANCD concorse nel quadro della CDR 2000, coalizione costituita da un indebolito PNȚCD insieme ad altri partner minori, che si rivelò fallimentare dal punto di vista elettorale e non riuscì ad oltrepassare la soglia di sbarramento.
Per venire a capo della crisi, il 6 marzo 2001 ANCD e PNȚCD firmarono un protocollo di fusione che comportò l'assorbimento del gruppo di Ciorbea da parte del partito allora condotto da Andrei Marga. La sparizione di ANCD divenne effettiva il 2 giugno 2001.

### Presidenza del Partito Nazionale Contadino Cristiano Democratico
Ciorbea, subito nominato presidente del consiglio nazionale di direzione del PNȚCD, rientrò nel partito in un periodo in cui le lotte interne fra le fazioni del gruppo spinsero Andrei Marga alle dimissioni. Il 7 luglio 2001, quindi, l'Ufficio nazionale di direzione elesse Ciorbea nuovo presidente ad interim. Il successivo 14 agosto i delegati presenti al congresso del partito votarono a favore del suo documento programmatico «La forza dell'unità» («Forța unității»), confermandolo come presidente titolare del PNȚCD. Un ulteriore congresso, celebratosi il 30 settembre 2001 e aperto ad un maggior numero d'iscritti, ratificò nuovamente la sua presidenza. In parallelo, però, la corrente guidata da Vasile Lupu e Cătălin Chiriță, che era stata espulsa prima dell'incontro, organizzò un altro congresso, che contestava il ruolo di Ciorbea e si rivolse alla giustizia per l'annullamento della fusione tra ANCD e PNȚCD.
La presidenza di Ciorbea fu segnata dai tentativi di rilanciare il partito e dall'allontanamento di numerosi elementi con una lunga militanza nel PNȚCD. Ciorbea non riuscì, tuttavia, ad attrarre l'elettorato e il Partito Nazionale Cristiano Democratico rimase una formazione debole nel sistema politico rumeno. Alle elezioni locali del 2004 ottenne appena il 2% mentre Ciorbea, candidato sindaco a Bucarest, conseguì poco più dell'1%. Gli scarsi risultati lo spinsero a lasciare il proprio posto a Gheorghe Ciuhandu, eletto presidente del PNȚCD al congresso del 7 agosto 2004.
Ritiratosi temporaneamente dalla vita politica, rientrò nel PNȚCD quando con 529 voti favorevoli e 4 contrari vinse il congresso del 18 giugno 2011 con la mozione intitolata «La via giusta - L'agrarismo-nazionale cristiano democratico, civico e monarchico, basato sulla moralità, la correttezza sociale e la giustizia» («Calea dreaptă - Național-Țărănismul Creștin Democrat, Civic și Monarhic, întemeiat pe Moralitate, Dreptate Socială și Justiție»). Il suo programma politico reclamava persino la restaurazione della monarchia costituzionale e prevedeva l'indizione di un referendum in merito. Tale fase della storia del PNȚCD, tuttavia, fu caratterizzata dalla contemporanea presenza di tre diversi gruppi che sostenevano di rappresentare legalmente il partito e che si disconoscevano fra loro. In vista delle locali del 2012 l'ala guidata da Ciorbea siglò un accordo elettorale con l'ampia coalizione dell'Unione Social Liberale (mentre l'altro PNȚCD condotto da Aurelian Pavelescu orbitò intorno al Partito Democratico Liberale), permettendo ad alcuni membri del suo partito di presentarsi nelle loro liste. Alle parlamentari del 9 dicembre Ciorbea si candidò direttamente nelle file del Partito Nazionale Liberale (PNL), segnando lo scioglimento della corrente di cui era presidente.

### Senatore
Si iscrisse al PNL il 3 ottobre 2012 e ottenne l'elezione a senatore nella circoscrizione di Bucarest. Nel corso del mandato fu membro della commissione per la politica estera.
Il 31 marzo 2014 il parlamento lo indicò per occupare la posizione di membro non esecutivo del consiglio dell'Autorità di Sorveglianza Finanziaria (ASF) a decorrere dal 1º maggio dello stesso anno. L'8 aprile, quindi, rassegnò le proprie dimissioni dal seggio senatoriale.

### Avvocato del popolo
Rinunciò al nuovo ruolo all'ASF prima ancora di entrare in carica. L'11 aprile, infatti, annunciò la propria candidatura alla funzione di avvocato del popolo, grazie al sostegno dei gruppi parlamentari del Partito Social Democratico, ma non di quelli del PNL. Il 14 aprile le commissioni giuridiche di camera e senato in seduta congiunta approvarono la candidatura con 25 voti a favore e 5 contrari. Il dibattimento parlamentare avvenne il giorno successivo, ma i membri del PNL lasciarono l'aula prima dell'inizio della votazione, lamentando il mancato rispetto dell'agenda dei lavori e il respingimento di alcuni loro emendamenti sulla legge sul codice dell'insolvenza. Malgrado la defezione, il quorum fu raggiunto e Ciorbea fu eletto nuovo avvocato del popolo con 306 voti a favore e due contrari. Prestò giuramento il 6 maggio 2014 e rimase in carica fino al 24 giugno 2019.
Il 26 giugno 2019 presentò una relazione sui risultati ottenuti nel corso dei cinque anni di mandato. Secondo Ciorbea l'istituzione dell'avvocato del popolo era cresciuta sia dal punto di vista quantitativo che qualitativo. Il titolare uscente evidenziò la riconfigurazione della sua struttura organizzativa, una maggiore intensità delle attività correlate alla difesa dei diritti umani, lo sviluppo delle relazioni internazionali e la crescita della collaborazione con i media e la società civile. Sottolineò l'ampliamento delle aree di competenza dell'istituzione, dalle sette del 2014 alle trentadue del 2019. Aggiunse che nel 2015 aveva avviato una serie di inchieste per fare luce sul sovraffollamento dell'intero sistema carcerario del paese.
Ciorbea lamentò, però, di aver ricevuto numerosi deferimenti dal carattere profondamente politico, spesso rifiutando di rivolgersi alla Corte costituzionale per evitare di trasformare che l'avvocato del popolo in un arbitro tra le istituzioni dello Stato. Fu accusato dai partiti di opposizione, infatti, di non essersi schierato contro le ordinanze emanate dal governo PSD volte a depenalizzare diversi reati legati alla corruzione. Gli fu rimproverato, al contrario, di aver preso le difese di alcune personalità socialdemocratiche che erano sotto inchiesta, rivolgendosi all'Alta corte di cassazione e giustizia e al Consiglio superiore della magistratura chiedendo di fornire dei chiarimenti sui regolamenti per la scelta dei giudici che componevano i collegi delle procure incaricate di sentenziare su fatti costituenti reato punito dal codice penale. Nel 2017 si appellò alla Corte costituzionale per una legge che impediva ai condannati per reati a carattere penale di far parte del governo, che colpiva direttamente il presidente del PSD Liviu Dragnea. Nel 2015 presentò un rapporto in cui evidenziava la necessità di ridurre il ricorso alla misura della custodia cautelare per limitare il sovraffollamento delle carceri.

## Vita privata
Il 14 aprile 1977 sposò la moglie Lacrima, anch'essa avvocato, con cui ebbe una figlia, Oana, nata nel 1983.

## Pubblicazioni
- (RO) Victor Ciorbea e Liviu Vălenaș, Republica iresponsabilor. Convorbiri cu Victor Ciorbea, 2003.